# Juxtephria fluidata
Juxtephria fluidata là một loài bướm đêm trong họ Geometridae.